# Saison 2018 de l'équipe cycliste Saint Michel-Auber 93
La saison 2018 de l'équipe cycliste Saint Michel-Auber 93 est la vingt-cinquième de cette équipe.

## Préparation de la saison 2018

### Arrivées et départs
| Arrivées           | Équipe 2017               |
| ------------------ | ------------------------- |
| Guillaume Levarlet | Wanty-Groupe Gobert       |
| Flavien Maurelet   | GSC Blagnac Vélo Sport 31 |
| Yoann Paillot      | Océane Top 16             |
| Camille Thominet   | CM Aubervilliers 93       |

| Départs             | Équipe 2018                   |
| ------------------- | ----------------------------- |
| Jérémy Bescond      | Côtes d'Armor-Marie Morin     |
| Flavien Dassonville | Cyclo-club de Nogent-sur-Oise |
| Pierre Gouault      | Roubaix Lille Métropole       |
| David Menut         | Creuse Oxygène Guéret         |

## Coureurs et encadrement technique

### Effectif
| Cycliste           | Date de naissance | Nationalité | Équipe 2017               |  |
| ------------------ | ----------------- | ----------- | ------------------------- |  |
| Nicolas Baldo      | 10 juin 1984      | France      | HP BTP-Auber 93           |  |
| Romain Feillu      | 16 avril 1984     | France      | HP BTP-Auber 93           |  |
| Alo Jakin          | 14 novembre 1986  | Estonie     | HP BTP-Auber 93           |  |
| Kévin Le Cunff     | 16 mars 1988      | France      | HP BTP-Auber 93           |  |
| Guillaume Levarlet | 25 juillet 1985   | France      | Wanty-Groupe Gobert       |  |
| Anthony Maldonado  | 9 avril 1991      | France      | HP BTP-Auber 93           |  |
| Flavien Maurelet   | 16 mars 1991      | France      | GSC Blagnac Vélo Sport 31 |  |
| Yoann Paillot      | 28 mai 1991       | France      | Océane Top 16             |  |
| Camille Thominet   | 22 juin 1990      | France      | CM Aubervilliers 93       |  |
| Damien Touzé       | 7 juillet 1996    | France      | HP BTP-Auber 93           |  |

## Bilan de la saison

### Victoires
| Date       | Course                                                   | Pays   | Classe | Vainqueur         |
| ---------- | -------------------------------------------------------- | ------ | ------ | ----------------- |
| 8/04/2018  | Classement général du Circuit des Ardennes international | France | 2.2    | Anthony Maldonado |
| 27/05/2018 | Boucles de l'Aulne                                       | France | 1.1    | Kévin Le Cunff    |
| 8/06/2018  | 2e étape de la Ronde de l'Oise                           | France | 2.2    | Damien Touzé      |
| 28/07/2018 | 1re étape du Kreiz Breizh Elites                         | France | 2.2    | Damien Touzé      |